# Mordovian Ornament
Mordovian Ornament é uma competição internacional de patinação artística no gelo de nível sênior, sediado na cidade de Saransk, Rússia. A primeira edição foi disputada em 2015, e que fez parte do calendário do Challenger Series na temporada 2015–16.

## Edições
| Ano  | Edição | Cidade sede | Sênior | Sênior | Sênior | Sênior | Ref   |
| Ano  | Edição | Cidade sede | M      | F      | P      | D      | Ref   |
| ---- | ------ | ----------- | ------ | ------ | ------ | ------ | ----- |
| 2015 | 1.ª    | Saransk     | •      | •      | •      | •      | [ 2 ] |

Legenda
- Parte do Challenger Series ISU

## Lista de medalhistas

### Individual masculino
| Evento                  | Ouro                  | Prata                   | Bronze                       |
| Saransk 2015 (detalhes) | Maxim Kovtun · Rússia | Daniel Samohin · Israel | Moris Kvitelashvili · Rússia |

### Individual feminino
| Evento                  | Ouro                     | Prata                      | Bronze                   |
| Saransk 2015 (detalhes) | Anna Pogorilaya · Rússia | Adelina Sotnikova · Rússia | Maria Artemieva · Rússia |

### Duplas
| Evento                  | Ouro                                       | Prata                                        | Bronze                                    |
| Saransk 2015 (detalhes) | Yuko Kavaguti · Alexander Smirnov · Rússia | Natalja Zabijako · Alexander Enbert · Rússia | Goda Butkute · Nikita Ermolaev · Lituânia |

### Dança no gelo
| Evento                  | Ouro                                       | Prata                                     | Bronze                                       |
| Saransk 2015 (detalhes) | Elena Ilinykh · Ruslan Zhiganshin · Rússia | Isabella Tobias · Ilia Tkachenko · Israel | Natalia Kaliszek · Maksim Spodirev · Polônia |